# Abraham Jacob van der Aa
Pour les articles homonymes, voir Van der Aa.
Abraham Jacob van der Aa (né le 7 décembre 1792 à Amsterdam et mort le 21 mars 1857 à Gorinchem) était un écrivain et géographe néerlandais. Il est surtout connu pour avoir rédigé le Aardrijkskundig Woordenboek der Nederlanden (Dictionnaire Géographique des Pays-Bas) et le Biographisch woordenboek der Nederlanden, un dictionnaire biographique des Pays-Bas.

## Biographie
Fils du juge Pierre Jean Baptiste van der Aa et de Francina Adriana Bartha van Peene, il grandit à Amstelveen, fut interne du collège d'Aarlanderveen puis lycéen à Leyde et au Georgianum de Lingen. Il étudia la médecine à l'université de Leyde de 1810 à 1812.
Puis il s'engagea dans la Marine du Royaume de Hollande et fut fait prisonnier par les Anglais en 1813. Libéré, Van der Aa s'engagea en 1814 comme cadet dans l'armée coalisée des Pays-Bas unis contre Napoléon. Libéré du service actif en 1817, il s'établit comme libraire à Louvain, sans cependant gagner sa vie. Aussi se fit-il professeur de néerlandais à Bruxelles en 1819, avant d'obtenir un poste de secrétaire de l’État-major à Anvers en 1825. Van der Aa est affecté en 1830 auprès du gouverneur militaire de Breda, mais perd la place en 1839, et ne retrouve pas d'affectation. 
Il se retire finalement à Gorkum, où il compose, avec la collaboration de nombreux historiens locaux et de scientifiques, son grand Dictionnaire géographique. Adriaan Brock (nl) (1775-1834), en particulier, lui a fourni le matériel traitant de la partie sud-est du Brabant. Ce Dictionnaire géographique, composé de quatorze tomes, a été publié en 1839 et 1851 par la maison d'édition de Jacobus Noorduyn à Gorkum.

## Publications
- Aardrijkskundig Woordenboek van Noord-Brabant (Breda, 1832);
- Herinneringen uit het gebied der geschiedenis (Amsterdam 1835);
- Nieuwe herinneringen (Amsterdam 1837);
- Geschied- en aardrijkskundige beschrijving van het koninkrijk der Nederlanden en het groothertogdom Luxemburg (Gorinchem 1841);
- Nieuw biographisch, anthologisch en critisch woordenboek van Nederlandsche dichters (Amsterdam 1844-1846);
- Geschiedkundig beschrijving van Breda (Gorinchem 1845);
- Nederlandsch Oost-Indië (Amsterdam en Breda 1846-'57), 4 delen;
- Beschrijving van den Krimpener en den Loopikerwaard, Schoonh. 1847;
- Nederland, handboekje voor reizigers, Amsterdam 1849;
- Lotgevallen van Willem Heenvliet, Amsterdam 1851;
- Biographisch Woordenboek. der Nederlanden, Haarlem 1852-'78;
- Beknopt Aardrijkskundig Woordenboek der Nederlanden, Gorinchem 1851-'54;
- Bloemlezing uit [Van Effen's] Spectator, in Klassiek en Letterkundig Pantheon 1855, 2 delen;
- Parelen uit de lettervruchten van Nederl. dichteressen, Amsterdam 1856;
- Ons Vaderland en zijne bewoners, Amsterdam 1855-'57.